# Diocèse de Sonsonate
Le diocèse de Sonsonate (en latin : Dioecesis Sonsonatensis ; en espagnol : Diócesis de Sonsonate) est un diocèse de l'Église catholique du Salvador, suffragant de l'archidiocèse de San Salvador.

## Territoire
Il recouvre le département de Sonsonate sur un territoire d'une superficie de 1 225 km2 divisé en 30 paroisses. L'évêché est dans la ville de Sonsonate où se trouve la cathédrale de la Sainte Trinité.

## Histoire
Le diocèse est érigé le 31 mai 1986 par la constitution apostolique De grege Christi du pape Jean-Paul II en prenant une partie du territoire du diocèse de Santa Ana.

## Évêques
- José Carmen Di Pietro Pésolo (1986-1989)
- José Adolfo Mojica Morales (1989-2011)
- Constantino Barrera Morales (2012- )